# 鼻音化
鼻音化（nasalization）在語音學中指的是發音時，軟顎會略降，使得部分氣流能在嘴巴發出聲音時從鼻子流出。

## 鼻化母音
一般來說，接在鼻音後面的母音會因為同化而形成鼻化母音。
此外，閩南語、上海話、長沙話、益陽話、法語、葡萄牙語、布列塔尼語、印地語、苗語、約魯巴語、切羅基語等語言，具有鼻化母音。

## 鼻音
最常見的鼻音子音為[m]、[n]與[ŋ]。

## 鼻化子音
中古漢語的日母被認為是鼻化子音[z̃]或[ȵʑ]。
現代南阿拉伯語群亦存在鼻化擦音。

## 參閱
- 去鼻音化（英语：Denasalization）
- 鼻化元音
- Ñ